# Praina radiata
Praina radiata är en fjärilsart som beskrevs av William Schaus 1898. Praina radiata ingår i släktet Praina och familjen nattflyn. Inga underarter finns listade i Catalogue of Life.